# Siamo in 11!
Siamo in 11! (11人いる!?, Jūichinin Iru!) è un manga di Moto Hagio, pubblicato da Kōdansha su Shōjo Comic nel 1975. Il manga ha vinto il premio Shogakukan Manga Award degli shōnen ed è stato pubblicato in Italia da Star Comics.
Il fumetto è stato poi adattato in un episodio speciale di 40 minuti andato in onda su NHK nel 1977. Quasi dieci anni dopo, fu proiettato un film prodotto da Kitty Films e nel 2004 è andato in scena anche un'opera teatrale basata sul manga.

## Trama
Dieci giovani cadetti spaziali devono essere spediti su di una navicella per il loro test finale. Questo test potrà finalmente coronare il sogno di tutta la loro vita cioè essere persone rispettate. Il loro obiettivo è quello di sopravvivere il più a lungo possibile con tutto ciò che hanno. Tuttavia, una volta giunti alla navicella scoprono di essere in undici.
Col passare dei giorni, gli undici cadetti fanno l'improvvisa scoperta che la loro navicella è nell'orbita di una stella cadente che sta causando l'innalzamento della temperatura. A causa della temperatura, si diffonde tra loro una strana malattia e, così, gli undici dovranno tenere testa a questa tragica situazione e capire chi tra loro è la spia.

## Doppiaggio

Questo è il doppiaggio del film anime del 1986.
| Personaggi         | Voce giapponese     |
| ------------------ | ------------------- |
| Tadatos Lane       | Akira Kamiya        |
| Frolbericheri Frol | Michiko Kawai       |
| King Mayan Baceska | Hideyuki Tanaka     |
| Doricas Soldam IV  | Toshio Furukawa     |
| Ganigus Gagtos     | Tesshō Genda        |
| Amazon Carnias     | Hirotaka Suzuoki    |
| Vidminer Knume     | Norio Wakamoto      |
| Glenn Groff        | Michihiro Ikemizu   |
| Dolph Tasta        | Kōzō Shioya         |
| Toto Ni            | Tarako              |
| Chaco Kacka        | Tsutomu Kashiwakura |